# NGC 3021
NGC 3021 este o galaxie spirală situată în constelația Leul Mic. A fost descoperită în 7 decembrie 1785 de către William Herschel. Se află la o distanță de 28,44 de megaparseci de Pământ.